# Morecambe
Morecambe is een civil parish in het bestuurlijke gebied Lancaster, in het Engelse graafschap Lancashire. De plaats telt 34.768 inwoners.

## Geboren
- Peter J. Ratcliffe (1954), nefroloog en winnaar Nobelprijs voor Fysiologie of Geneeskunde

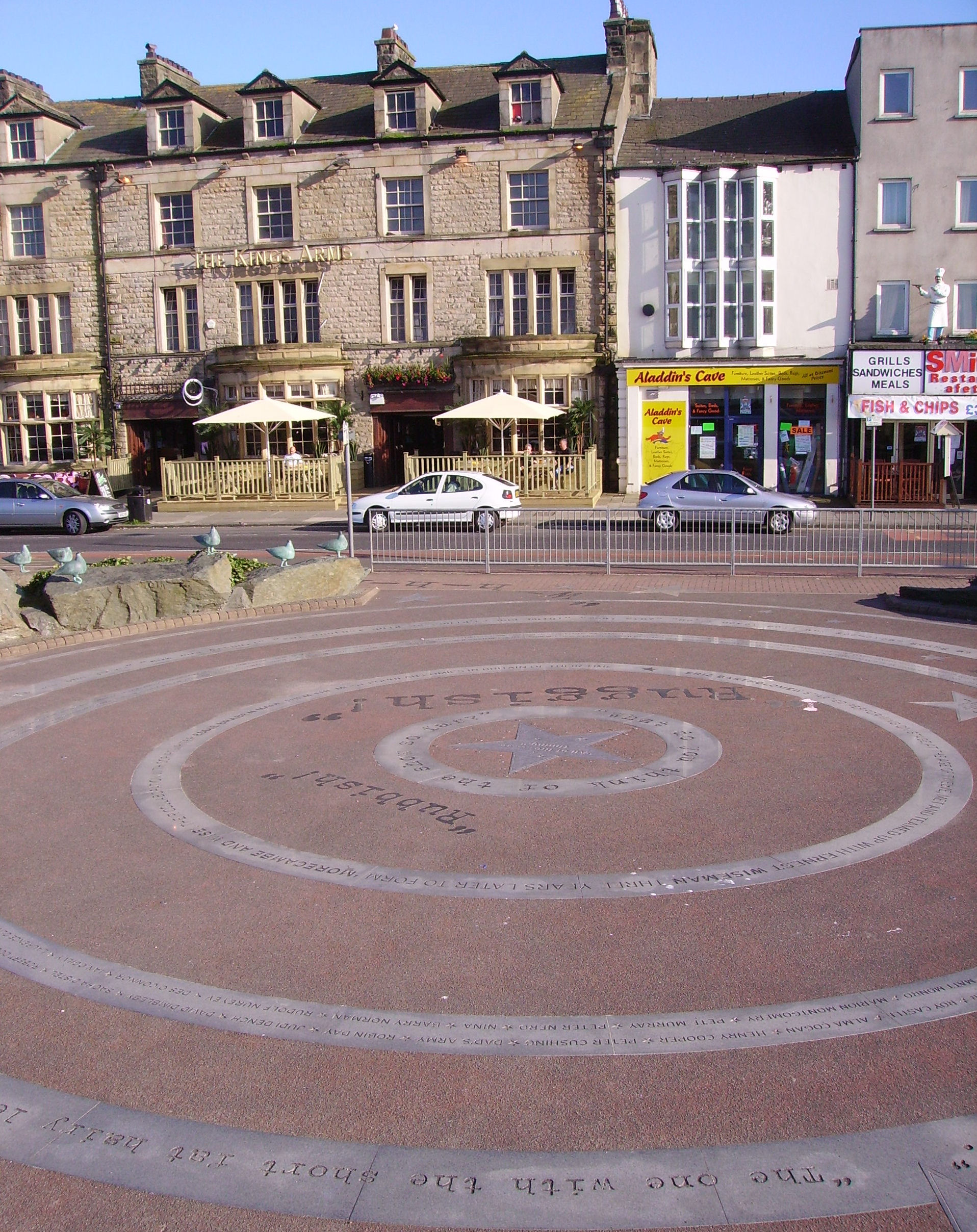
Centrum van Morecambe
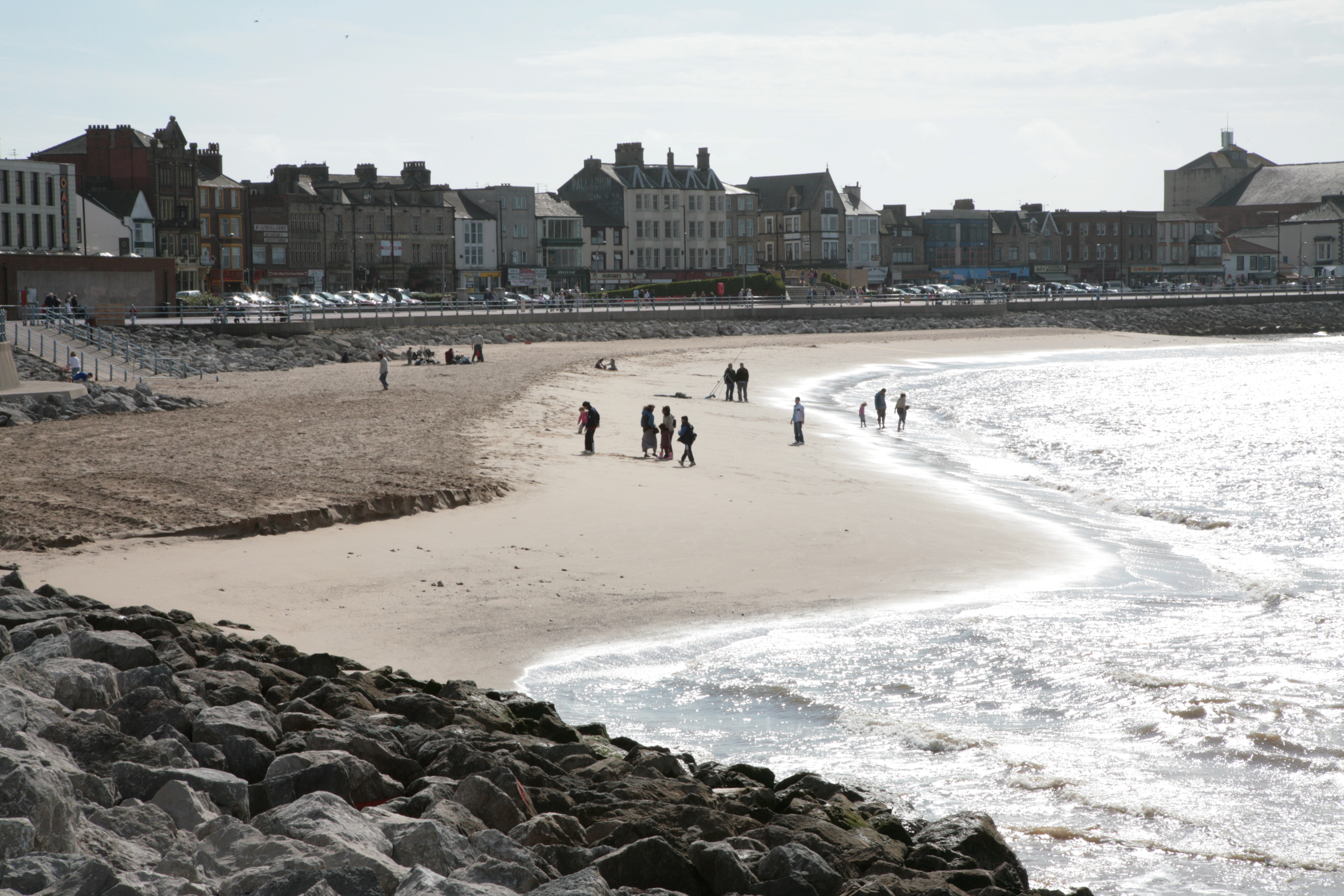
Strand van Morecambe